# Henrik Takkenberg
Henrik Takkenberg (23 de agosto de 1967 - 25 de noviembre de 2006) fue cantante, compositor, y productor colombiano que desarrolló un nuevo estilo musical que llamó Flamenco Chill. Fue el productor y miembro fundador del grupo español Chambao (Sony BMG)  y produjo a Cathy Claret en su álbum Sambisarane (Subterfuge Records). La fusión de música electrónica ambient con flamenco, transformó la interpretación de esta música tradicional española y obtuvo gran acogida popular.

## Biografía
Takkenberg es hijo de Frits Takkenberg y Renate Takkenberg-Krohn y nació el 23 de agosto, de 1967 en Bogotá, Colombia. Su madre es fotógrafa y su padre estuvo en la junta directiva de Holland Chemical International (HCI Chemicals B.V.). Tiene un hermano, Frederik Takkenberg, pintor. En Bogotá aprendió a tocar el tiple (pequeña guitarra de 18 cuerdas) y el piano a la edad de nueve años. La familia se mudó a España en 1977 donde su interés en música fue apoyado y animado en Runnymede College en Madrid. Después del divorcio de sus padres se va a un colegio interno en Inglaterra en 1982.
En Stowe School en Buckinghamshire, aterriza en tierra fértil para grupos de rock y se encuentra con mentes y espíritus afines, amantes de la vida. Rugby y los grupos Early Birds, Flat Hat, Crosstalk, Red Shift, Dirty Boots y Earth Hum, de 1985 a 1995, forman sus ideas sobre la amistad y lealtad. El viaje de colegio a Nepal se convertiría en una experiencia que transformaría su visión del mundo, y animaría su interés y cariño por la filosofía, cultura y música oriental. Le daba gran importancia al valor espiritual y conciliatorio de la música y su capacidad de hacernos olvidar fronteras y bailar juntos como iguales.
Su profundo conocimiento de música étnica, clásica y electrónica, fueron influenciados por sus estudios de Literatura y Lengua Asiática y Japonesa en la Universidad de Doshisha en Japón en un intercambio con la Universidad de Connecticut College. Allí estudió el Shakuhachi y música medieval japonesa de 1988 a 1989 con Nakao Tozan, directora del Shin Tozan School of Shakuhachi, e hija del fundador.
Trabajó en el Archivo Nacional de Sonido en Londres como asistente de la Dra. Janet Topp Fargion, actualizando los archivos de música japonesa, y documentó la colección de música de Lesoto, en el Departamento de Música Internacional. Esto le permitió profundizar en sus investigaciones de la música tradicional de los indios americanos, África y Japón.
Trabajó en la Japan Society en Nueva York, en el Departamento de Cine Teatro y Música, y fue asistente (Assistant Stage Manager) de Tōru Takemitsu en el New York International Festival of the Arts en 1990. De vuelta en Londres, en el Beat Factory fue mánager de Fruithouse Records con Sonja Kristina de Curved Air, y asistió al productor Graeme Holdaway en proyectos como Salad y Transglobal Underground.
Con el apoyo de Thomas Brooman y Peter Gabriel, Takkenberg y los miembros de su grupo "Bass Camp" tocaron en WOMAD (World Music and Dance Festival) en 1995 donde grabó con Vernon Reid de Living Colour, Joe Strummer de The Clash, Mark Rutherford, y Ayub Ogada. También trabajó con Kevin Locke y Pow Wow de la Nación Lakota-Sioux, Shozan Chiaki Kariya de Japón, y Purna y Paba Das Baul de Bengala Occidental, componiendo una compilación Real world con ellos y Ali Farka Touré de Malí.
Recibió un diploma de Trinity College of Music, Londres, en Composición Musical para el Cine antes de unirse a M62. Su trabajo para Orange, "Future Thoughts" junto con Max Richter, dirigido por Ridley Scott, y grabado por la Orquesta Sinfónica de Londres, fue finalista en los premios British Television Advertising Awards en 1998. Creó temas para el ACNUR (Alto Comisionado de las Naciones Unidas para los Refugiados), Nintendo (Leagas Delaney), Nike (RSA), Shell Ferrari, Marlboro, BMW, Het Parool en los Países Bajos (Kesselkramer), (Saatchi & Saatchi) y otros.
El deseo de estar con su familia le trae a España, donde en las playas de Málaga lucha por sacar adelante Chambao. Los presenta a Sony BMG y les consigue un contrato para cinco LP. Diferencias irreconciliables le fuerzan a a dejar el grupo, pero mantiene la amistad con Daniel Casan, cantautor del grupo.
Se muda a Madrid donde funda la productora Magik Sound Productions, y produce el disco "Sambisarane" de Cathy Claret con Subterfuge Records, y varios temas para Café del Mar, incluyendo "Espiral", en el doble LP del 25 aniversario de la discográfica. Su estudio, compartido con Hugo Westerdahl en Madrid, le permitió trabajar con Eduardo Paniagua y Paco de Lucía.
Takkenberg se suicidó en Madrid el 25 de noviembre de 2006.

## Henrik Takkenberg obra, por género
Abajo una lista actualizada lista de obras de Henrik Takkenberg con fechas de publicación en paréntesis:
Discografía
- 2003 - Chambao, Flamenco Chill, Sony BMG Music (Spain) Premio Ondas mejor tema, "Instinto Humano" (Artist/Producer credit).
- 2004 - Café del Mar 25th anniversary edition, "Espiral" con Carmen Estévez. Como Henrik T.
- 2005 - Café del Mar Vol. 11, "Sueño de la Montaña".
- 2005 - La Tana, "Tú Ven a Mi" (remix), con Paco de Lucía. V2 Records (Spain).
- 2005 - Cathy Claret, "Sambisarane", Subterfuge Records (España).
- 2005 - Chill Out Room 2, "Shaken, con Peter Challis, Sony BMG Music.
- 2005 - Flamenco Chill In, Le, le, le, Remix, Cathy Claret, Sony BMG Music.

Publicidad
- 1998 - Orange, "Future Thoughts" con Max Richter. Interpretada por la Orquesta Sinfónica de Londres. Dirigida por Ridley Scott. Best original music finalist at the British Television Advertising Awards. WCRS (R.U.)
- 1998 - Carling Premier, dirigido por Wim Wenders. WCRS (R.U.)
- 1998 - Camelot, WCRS (R.U.).
- 1998 - BMW, AP Lintas (R.U.).
- Siemens
- 1998 - Shell Shell Ferrari (R.U.).
- 1997 - Johnny Walker, BBH/M62 (R.U.).
- 1997 - Nintendo.
- 1997 - U.N.H.C.R. Young & Rubicam.
- 1996 - Ford Fiesta, Young & Rubicam.
- Ford, Young & Rubicam.
- 1997 - Benson & Hedges, Campaña mundial. Bates Dorland UK.
- 1998 - Martini, Dirigido por Mario Cavalli, HHCL James Bond Martini, (R.U.).
- 1998 - Martini, M62 (R.U.).
- 1998 - Kodak, M62 (R.U.).
- 1998 - Guinness, M62 (R.U.).
- 1998 - Happy Dent, M62 (R.U.).
- 1998 - VH1, M62 (R.U.).
- 1995 - BBC World Service, Science in Action, títulos de apertura (Radio).
- 1998 - Marlboro, "Tequila" dirigido por Luke Scott (E.U.A.).
- 1998 - Drug Free America, dirigido por Luke Scott (E.U.A.), RSA, (Ridley Scott Associates).
- 1998 - Nike, dirigido por Luke Scott, RSA (E.U.A.).
- 1997 - Walls Ice Cream, dirigido por Luke Scott, RSA (E.U.A.).
- 1997 - Lipton Ice, dirigido por Luke Scott, RSA (E.U.A.).
- 1996 - Sprandy, dirigido por Luke Scott, RSA (E.U.A.).
- 1997 - Cambell Soup, MC & Saatchi (R.U.).
- 1997 - Boots Chemist, MC & Saatchi (R.U).
- 1997 - Sunday Business, Saatchi & Saatchi (R.U.).
- 1996 - Comet, Saatchi & Saatchi (R.U.).
- 1996 - Actimel, Saatchi & Saatchi (R.U.).
- 1997 - Healthcare UK. Saatchi & Saatchi (R.U.).
- 1997 - D2, (Alemania).
- 1996 - Het Parool News, Kesselkramer (Holanda).
- 1997 - Winston Hotel, Londres, (R.U.).
- 2006 - Coca Cola, (España).

Música de Cine
- 1996 - "To All My Relations", corto dirigido por Luke Scott, RSA.
- 1996 - Luton Hostel", Documental, Keil Wright Productions.
- 1996 - "Practical Magic", avance de película, Warner Brothers.
- 1996 - "Diggers", avance de la película, Carter White Productions, dirigido por David White.
- 1997 - "Azumi", Design Award Film (Japón).
- 1997 - "Still Life", BFCS dirigido por Tracey Rowe.

Música para baile
- 1994 - Jerwood Foundation, "Diceman", Londres Inglaterra.
- 2006 - Andanzas, Madrid, España. "La Miel y la Hiel" Producción musical y composición para el Instituto Cervantes en Moscú, Rusia.